# Escola d'Amsterdam (sociologia)
L'Escola d'Amsterdam explica el desenvolupament històric i el procés pel qual es genera la classe en el context transnacional. Des de la doctrina materialista històrica i amb les aportacions del neogramscialisme, l'escola d'Amsterdam ofereix anàlisis del nexe estat-capital, l'evolució de la geoeconomia i la geopolítica, la dinàmica del sistema interestatal, l'imperialisme, estratègies hegemòniques, el paper de la força en el manteniment o la disputa de l'hegemonia i la dominació internacionals, i l'agència de classe. Va ser nomenada per primera vegada per Bob Jessop el 1990.